# Sebastián Rodrigo Martínez
Sebastían Rodrigo Martínez (Montevideo, 11 aprile 1983) è un calciatore uruguaiano, difensore del Dep. Paraguayo.

## Caratteristiche tecniche
È un terzino sinistro che può essere adattato anche sulla fascia opposta.